# Río Negro (Todos Los Santos)
El río Negro es un curso natural de agua que nace en las laderas oeste de la frontera internacional de la Región de Los Lagos. Fluye con dirección general sur y desemboca en el Lago Todos Los Santos en la localidad de Peulla.: 20 
Según Risopatrón, tras la confluencia del Negro y del Peulla, el río se llama Peulla.

## Trayecto

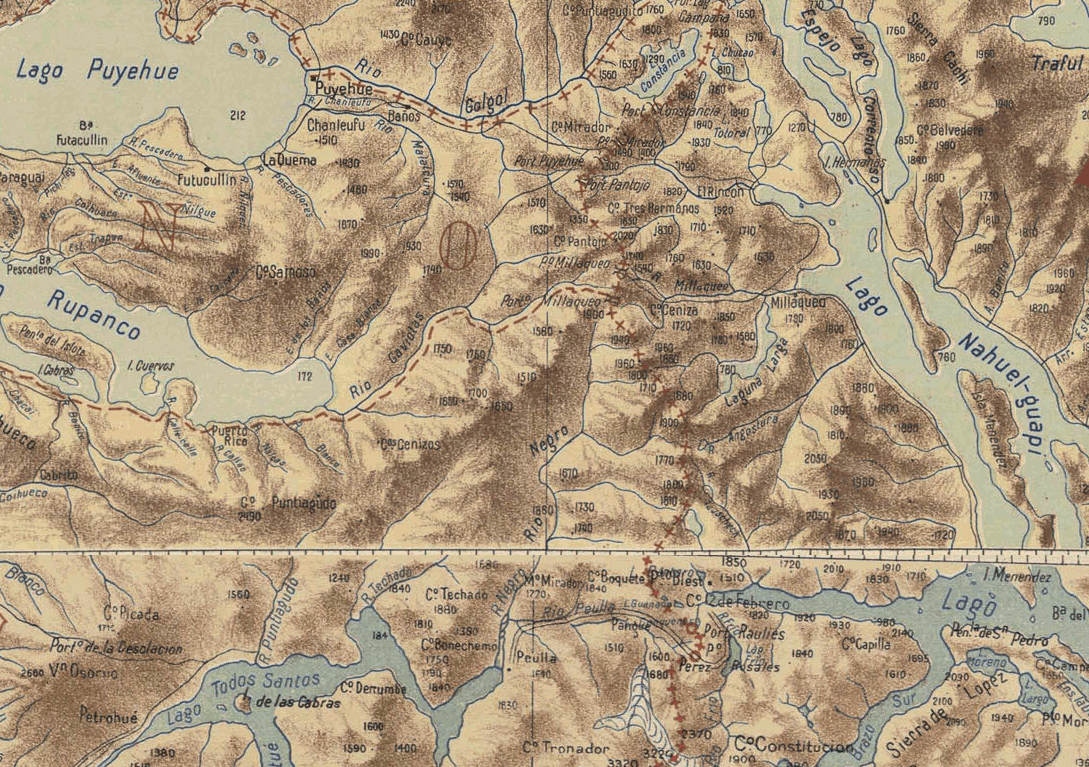
Cuenca del río Negro en un compuesto de dos mapas de Risopatrón, Bologna y Osandon.

## Historia
Luis Risopatrón lo describe en su Diccionario jeográfico de Chile (1924):: 584 
Negro (Río). Es formado por dos afluentes principales, uno que viene del NE, de la falda W del cordon limitáneo con Arjentina i otro del NW, de mayor caudal; corre hacia el S en un valle estrechado por cerros de granito i diaritas cuarzosas, de 600 m de elevación, con robles, lingues i tupida vejetación en sus pies, por lo que se hace casi imposible el transito por las orillas. Mas abajo el valle llega a tener mas de un kilómetro de ancho, el río forma en el una especie de laguna, con islitas, exhuberante vejetacion i aves diversas despues de la cual el lecho esta obstruido por un lecho bajo granítico que le obliga a hacer una curva al W antes de vaciarse en la marjen N del curso inferior del río Peulla; en el último trayecto las aguas son profundas i de color verde oscuro. Se le puede remontar en botes por unos 12 kilómetros − estando alto el nivel de las aguas - después de los cuales se encuentran rápidos i acumulaciones de troncos; durante las avenidas el nivel del agua sube unos 6 m sobre su nivel ordinario e inunda el monte de los aluviones bajos compuestos principalmente de quila i colihues, que alternan con espesos matorrales de mirtus i fuchsias.